# Simon Nicolas Henri Linguet

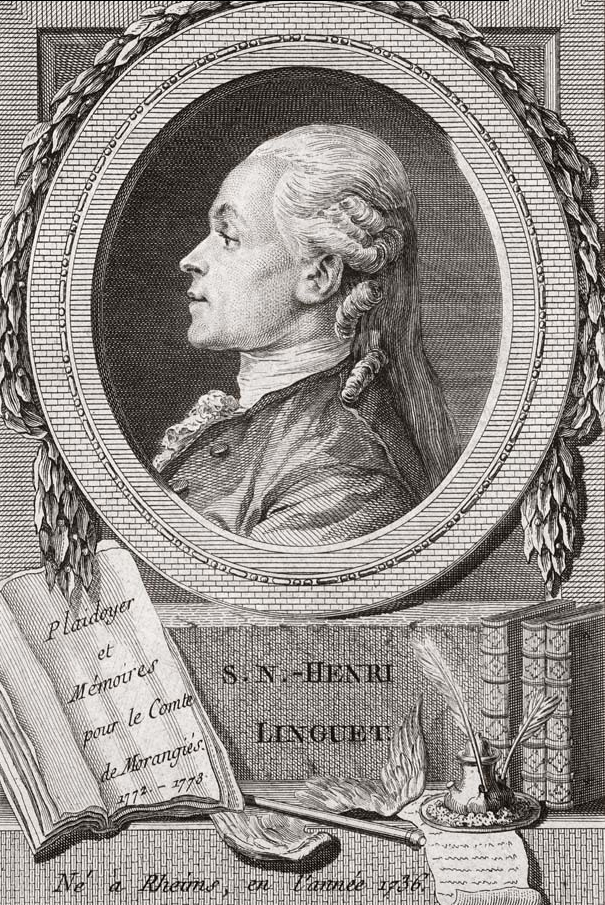
Simon Nicolas Henri Linguet

Simon Nicolas Henri Linguet (* 14. Juli 1736 Reims; † 27. Juni 1794 Paris) war ein französischer Schriftsteller.

## Leben
Er studierte in Paris die Rechte und ließ sich nach größeren Reisen nach Polen und Spanien 1762 als Advokat in Paris nieder. Er erwarb sich durch seine Histoire du siècle d’Alexandre (Amsterdam 1762) sowie als Rechtsgelehrter durch seine Beredsamkeit (Mémoires judiciaires, Sammlung seiner Plädoyers, 7 Bände) einen großen Ruf, aber auch durch die Rücksichtslosigkeit seiner Sprache viele Feinde und wurde 1774 von der Liste der Parlamentsadvokaten gestrichen. Sein 1774 begonnenes Journal politique et littéraire wurde von der Regierung unterdrückt.
Linguet begab sich daraufhin in die Schweiz zu Voltaire, begann dort die Herausgabe seiner großes Aufsehen und Ärgernis erregenden Annales politiques civiles et littéraires (1777–1792, 19 Bände) und kehrte über Holland und England nach Frankreich zurück, wo er infolge neuer Anklagen 1780 in die Bastille gesteckt wurde.
Nach seiner Freilassung (1782) ging er wieder nach London, setzte dann in Brüssel seine Annales politiques fort, musste aber, als er die Partei der Brabanter Insurgenten ergriff, die österreichischen Niederlande verlassen.
1791 erschien er von neuem in Paris und verteidigte vor den Schranken des Nationalkonvents die Sache der Schwarzen auf San Domingo. 1792 wurde er zum Bürgermeister eines kleinen Dorfes gewählt. Die jakobinsche Schreckensregierung klagte ihn an, weil er "den Tyrannen zu London und Wien geschmeichelt" haben soll und guillotinierte ihn im Juni 1794.
Von seinen zahlreichen sich über Rechtswissenschaft, Geschichte, Politik, Staatswirtschaft und schöne Wissenschaften verbreitenden Schriften sind hervorzuheben:
- Histoire des révolutions de l’empire romain (Paris 1766, 2 Bände)
- Théorie des lois civiles (Paris 1767, 3 Bände)
- Histoire impartiale des Jésuites (Paris 1768, neue Ausgabe 1824)
- Mémoires sur la bastille (London 1783; neue Ausgabe Paris 1864).